# Franz von Scheiger
Franz Edler von Scheiger (* 22. Februar 1891 in Graz; † 1960 ebenda) war ein deutsch-österreichischer Ingenieur und Diplomat.

## Leben
Franz Scheiger, ein Nachkomme von Joseph Edler von Scheiger, lebte von 1916 bis 1944 in Albanien; im Ersten Weltkrieg ab 1916 als k.u.k.-Offizier, danach als Ingenieur für den Straßenbau. Ab 1923 war er als Handelsattaché Mitglied der Deutschen Gesandtschaft in Tirana und ab 1929 deutscher Staatsangehöriger.
Sein Bruder war Major Gustav Scheiger, langjähriger Sekretär der Grazer Sezession.
Scheiger sprach fließend Albanisch und verkehrte mit den bedeutendsten albanischen Persönlichkeiten in Kultur und Politik und schien deshalb nützlich für die deutschen Absichten in den 1940er Jahren. Dafür wurde er als politischer Berater an das Außenministerium in Berlin beordert. Sein Wissen und seine Erfahrung wurden aber zuerst nicht verwendet. Erst 1943, zur Vorbereitung der deutschen Besetzung Albaniens, wurde sein diplomatisches Geschick erkannt und er kurzfristig einbezogen. Er wurde in den Kosovo geschickt, angeblich um das Wasser zu prüfen, aber vor allem um Kontakte mit den albanischen Bandenführern und Politikern aufzubauen und diese für die Deutschen gegen die Italiener zu gewinnen.
Nach Kriegsende wohnte Franz von Scheiger wieder in Graz (Ballhausgasse).
Kulturell, historisch und politisch interessiert und gebildet, sammelte Scheiger Monographien und Periodika zur Geschichte Albaniens und dessen Nachbarländer. Seine Bibliothek befindet sich am Leibniz-Institut für Ost- und Südosteuropaforschung. Auch eine bedeutende Münzsammlung fand sich in seinem Nachlass.

## Werke
- Bibliographie zum albanischen Nationalitätenproblem. Maschinenschrift, 1925(?).
- Deutsche Arbeit in Albanien. Stuttgart 1930.[2]